# 張步桃
張步桃（1942年1月14日—2012年7月4日），生於台灣花蓮，中醫師，曾任衛生署中醫藥委員會執行秘書、林口長庚醫院兼任主治醫師、考選部中醫師特考典試委員、中國醫藥學院兼任教授等職務；現任中國醫藥研究發展基金會常務董事、中醫師特考筆勢及格人員訓練班講師、中醫師全國聯合會顧問、榮星中醫診所負責人。在台灣推廣中醫，曾出版多本著作。

## 生平
其父張榮星，祖籍廣東饒平，為中醫師，先居住於花蓮，後遷居苗栗大湖。張步桃為家中三子，幼時常隨其父上山採藥，在其父診斷時，也經常在一旁侍診。1959年畢業於大湖農工蠶絲科。1979年，張步桃通過中醫師特考，取得中醫師資格後，開始行醫。
張步桃夫人張吳蘭英
1997年，創立榮星中醫診所。張步桃看診以《傷寒論》為本，在看診之餘，致力於推廣中醫藥，曾寫作多本書籍以推廣。此外，他也投入慈善事業，成立張仲景文教基金會。

## 紀念館
張步桃紀念館2

## 著作
張步桃治百病第一輯

張步桃治百病第二輯	

張步桃解讀傷寒論-藥物篇

張步桃解讀傷寒論-方劑篇

張步桃開藥方

張步桃治大病

張步桃美人方

張步桃談植物養生

張步桃用方的奧秘上

張步桃用方的奧秘下

張步桃醫方思維

中醫怎樣看病（電子書）

## 外部連結
- 張步桃訃聞 （页面存档备份，存于）